# ヴィリエ駅
ヴィリエ駅 (ヴィリエえき、仏：Villiers) は、フランス・パリの8区と17区の境にあるメトロ (地下鉄) の駅。2号線と3号線を利用することができる。

## 概要
ヴィリエ駅は、パリの地下鉄メトロの駅。2号線と3号線が利用可能である。パリ北西部の8区と17区の境にあるプロスペル＝グボー広場に位置している。
1903年1月21日、2号線の駅として開業した。駅名は、プロスペル＝グボー広場に合流するヴィリエ大通りにちなんで名付けられた。

## 歴史
- 1903年1月21日、メトロ2号線の駅として開業。
- 1904年10月19日、メトロ3号線の駅が開業。

## 駅周辺
- 第8区役所 （Mairie du 8e arrondissement） - ヴィリエ駅の南側地域にある。
- プロスペル＝グボー広場 （Place Prosper-Goubaux）

## 隣の駅
パリメトロ
■2号線
モンソー駅 （Monceau） - ヴィリエ駅 - ローム駅 （Rome）
■3号線
マルゼルブ駅 （Malesherbes） - ヴィリエ駅 - ユーロップ駅 （Europe）